# Ceraunius Tholus
Il Ceraunius Tholus è una struttura geologica della superficie di Marte.